# Działy (Kamyk)
Działy (286 m n.p.m.) – wzniesienie na Pogórzu Wiśnickim w województwie małopolskim, w powiecie bocheńskim, w gminie Łapanów. Wzniesienie znajduje się w długim grzbiecie oddzielającym dolinę rzeki Stradomka (po wschodniej stronie) od doliny Potoku będącego jej dopływem (po zachodniej stronie). Grzbiet ten na północy kończy się wzniesieniem Chrostowskiej Góry (290 m).
Działy w całości znajdują się w obrębie wsi Kamyk. Bardziej strome stoki zachodnie są porośnięte lasem, wierzchowina i bardziej łagodne stoki wschodnie są częściowo pokryte polami u prawnymi i zabudowaniami tej miejscowości, miejscami są lesiste.

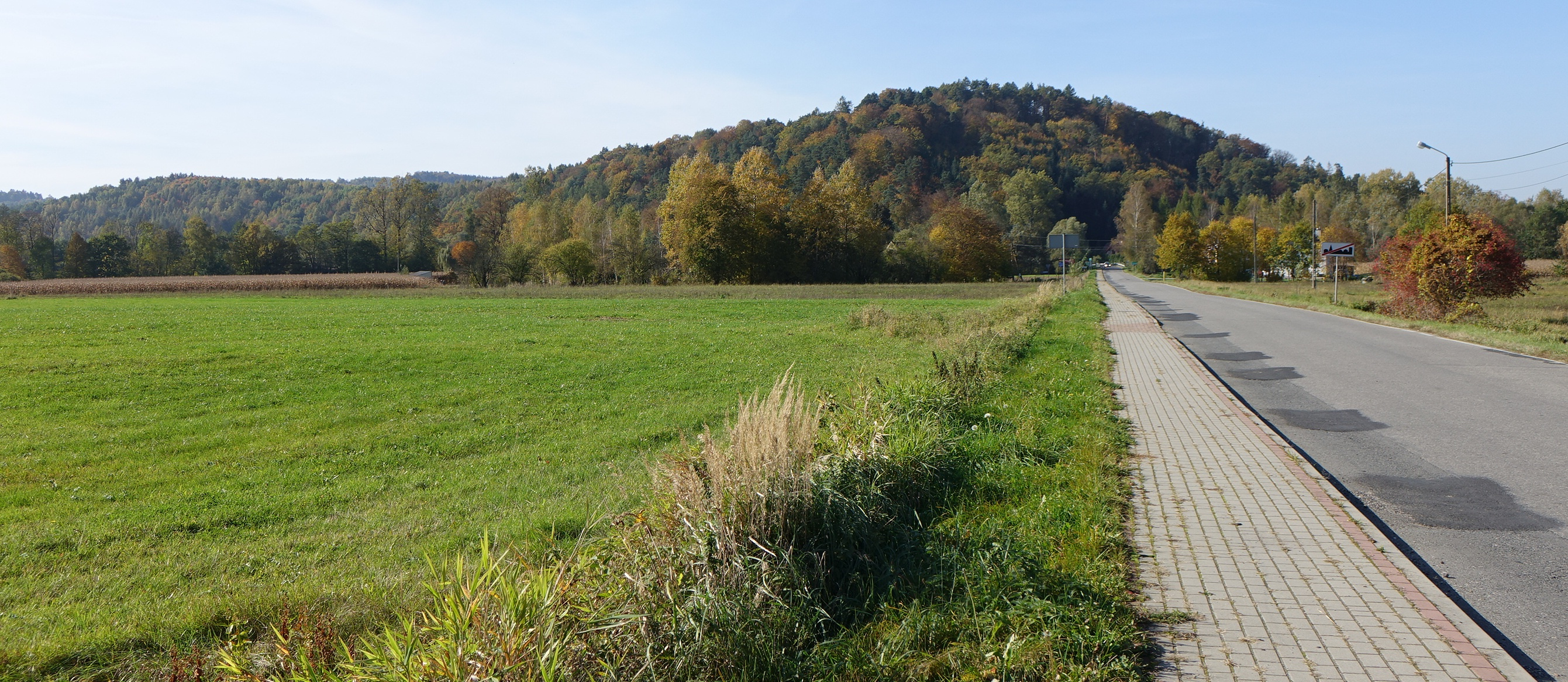
Działy (po lewej) i Chrostowska Góra (po prawej). Widok od wschodu